# Glaciar Ahlmann
Glaciar Ahlmann (67°52′S 65°45′O / -67.867, -65.750) es el más meridional de dos glaciares que fluyen hacia el este en Seligman Inlet, en la costa este de la Tierra de Graham. El glaciar fue fotografiado desde el aire en 1940 por el Programa Antártico de los Estados Unidos, y fue trazado en 1947 por la British Antarctic Survey, que lo nombraron por el profesor Hans Wilhelmsson Ahlmann, glaciólogo y geógrafo de Suecia.

## Fuente
- Este artículo incorpora material de dominio público desde el documento del Servicio Geológico de Estados Unidos: "Glaciar Ahlmann" (contenido del Sistema de Información de Nombres Geográficos).

- Datos: Q4695195